# Charles Smith (ur. 1967)
Charles Edward Smith IV (ur. 29 listopada 1967 w Waszyngtonie) – amerykański koszykarz, występujący na pozycji rozgrywającego, brązowy medalista olimpijski z Seulu.
12 marca 1992 został skazany za potrącenie ze skutkiem śmiertelnym dwóch studentów Boston University oraz ucieczkę z miejsca wypadku 22 marca 1991 roku. Spędził za to kilka lat w więzieniu.
21 października 2010 został dwukrotnie postrzelony w klatkę piersiową w swoim domu, w Bowie, (Maryland). Szybka operacja uratowała mu życie. Dzień po całym incydencie policja odkryła w jego domu kokainę oraz dowody operacji hazardowych.

## Osiągnięcia
Na podstawie, o ile nie zaznaczono inaczej.
NCAA
- Uczestnik rozgrywek:
  - Elite Eight turnieju NCAA (1987, 1989)
  - turnieju NCAA (1986–1989)
- Mistrz:
  - turnieju konferencji Big East (1987, 1989)
  - sezonu regularnego Big East (1987, 1989)
- Zawodnik roku konferencji Big East (1989)[8]
- MVP turnieju Big East (1989)[9]
- Zaliczony do:
  - I składu:
    - Big East (1988, 1989)
    - turnieju Big East (1989)

  - II składu All-American (1989)

Drużynowe
- 2-krotny mistrz USBL (1995, 1996)

Indywidualne
- MVP:
  - sezonu USBL (1995)
  - finałów USBL (1995, 1996)
- Lider w:
  - asystach:
    - USBL (1995, 1996)
    - CBA (1996)

  - przechwytach (1995, 1996)
- 2-krotnie zaliczany do I składu All-USBL (1995, 1996)
- Uczestnik meczu gwiazd CBA (1995)
- Zwycięzca konkursu rzutów za 3 punkty CBA (1995)

Reprezentacja
- Brązowy medalista olimpijski (1988)[1]